# Senotainia tedzhenica
Senotainia tedzhenica är en tvåvingeart som beskrevs av Yu. G. Verves 1979. Senotainia tedzhenica ingår i släktet Senotainia och familjen köttflugor.
Artens utbredningsområde är Turkmenistan. Inga underarter finns listade i Catalogue of Life.